# Audi A6 C5
Der Audi A6 C5 ist ein Pkw-Modell der oberen Mittelklasse von Audi und wurde von April 1997 bis August 2005 als zweite Generation des Audi A6 gebaut.

## Modellgeschichte

### Allgemeines
Der Audi A6 C5 lief als Limousine ab April 1997 vom Band. Die Öffentlichkeitspremiere erfolgte formal auf dem Genfer Auto-Salon 1997. Der Kombi (Avant) wurde im März 1998 eingeführt. Ab Mitte 1999 wurde die sportliche Variante S6 als Limousine und Avant mit einem leistungsgesteigerten Achtzylinder-V-Motor angeboten.
Der C5 erhielt im Oktober 1999, als erstes Fahrzeug von Audi, das stufenlose Automatikgetriebe Multitronic, das neben Schaltgetriebe und dem Automatikgetriebe Tiptronic als dritte Getriebevariante mit ausgewählten Motorisierungen geordert werden konnte. Während der Vorderwagen des Vorgängermodells C4 technisch noch auf dem des C2 von 1976 basierte, kam im C5 die 1994 in Audi A4 und Audi A8 und zwei Jahre später im VW Passat 3B eingeführte neuartige Mehrlenker-Vorderachskonstruktion zum Einsatz. Sie ist bei Audi-Pkw mit längs eingebautem Motor inzwischen (2010) Standard.
Eine Variante für den Off-Road-Einsatz wurde Mitte 2000 auf Basis des Avants vorgestellt. Der allroad quattro machte dank variabler Luftfederung für erhöhte Bodenfreiheit, spezieller Geländeuntersetzung und verstärkten Karosseriebereichen einen Einsatz abseits der Straßen möglich.
Das Design des Fahrzeugs wurde unter Claus Potthoff gestaltet und circa 1994 bestätigt.

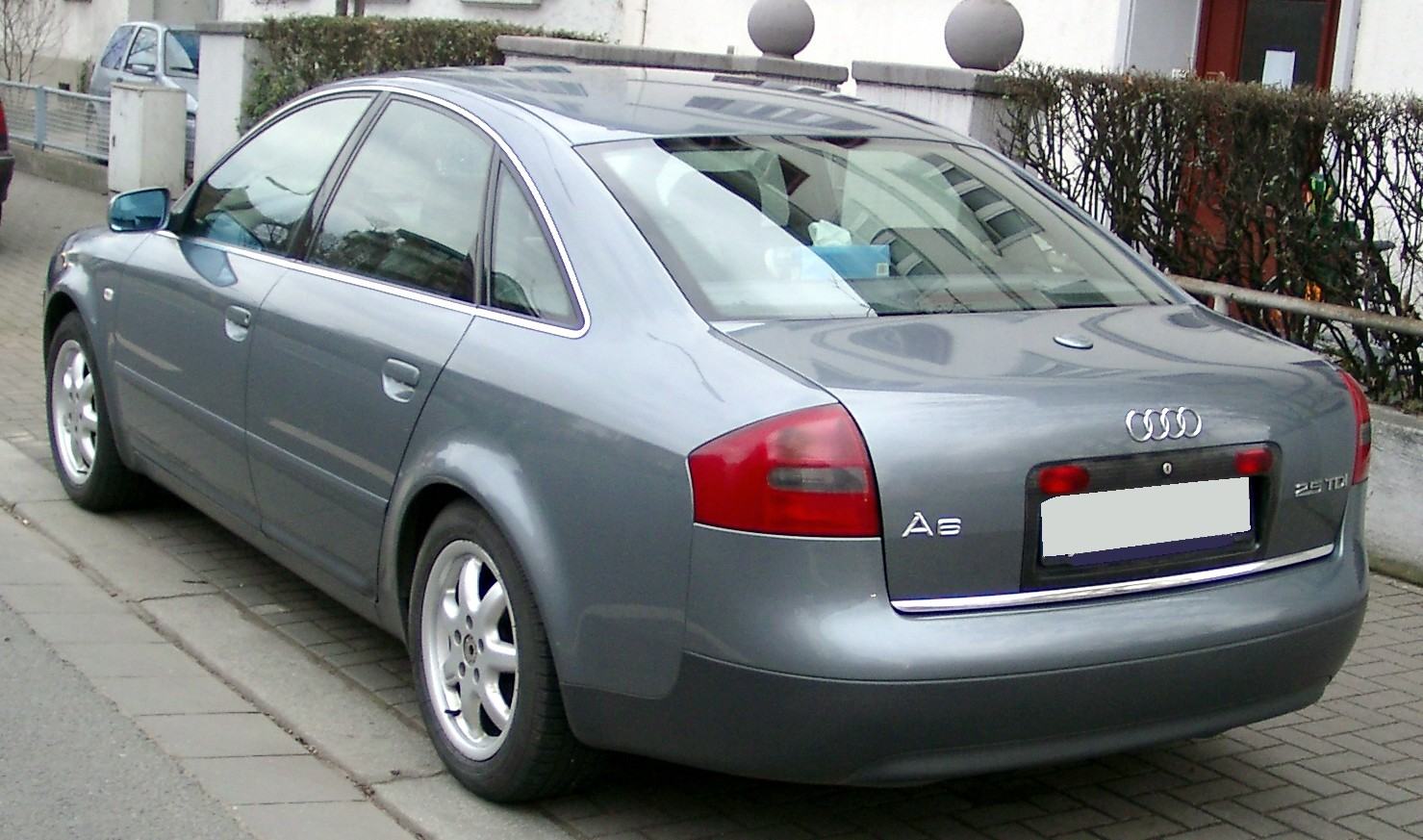
Heckansicht
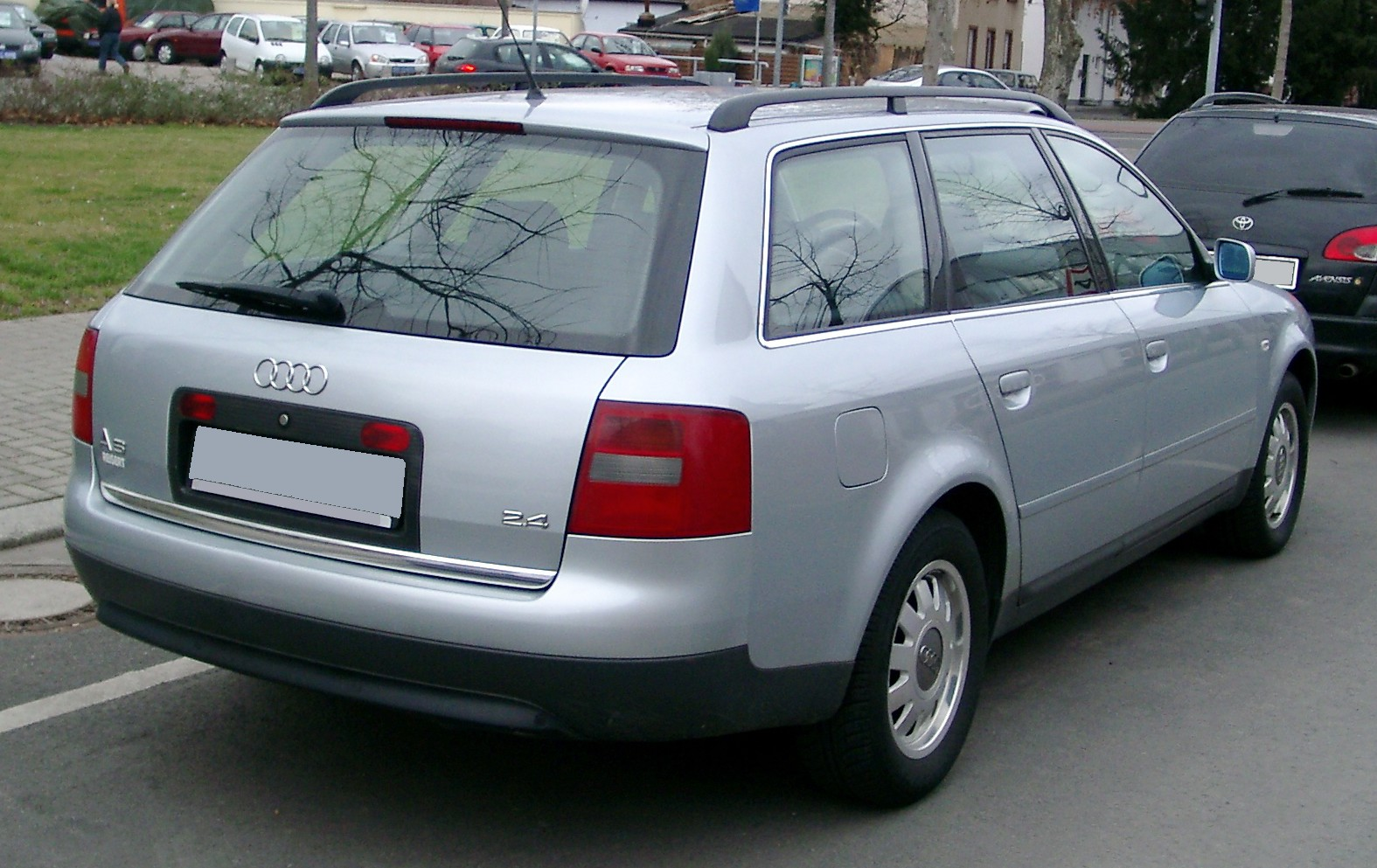
Audi A6 Avant (1998–2001)
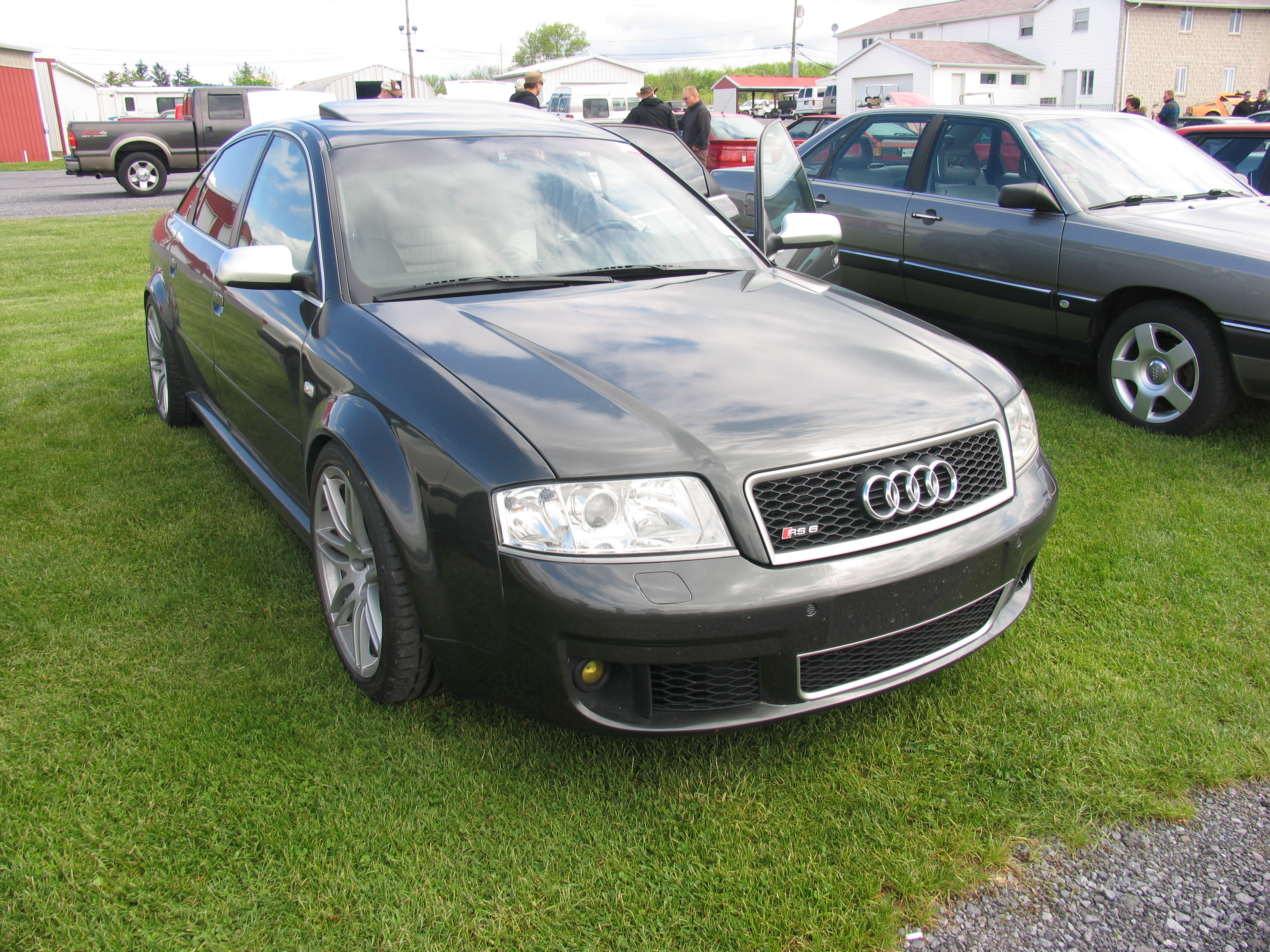
Audi RS6
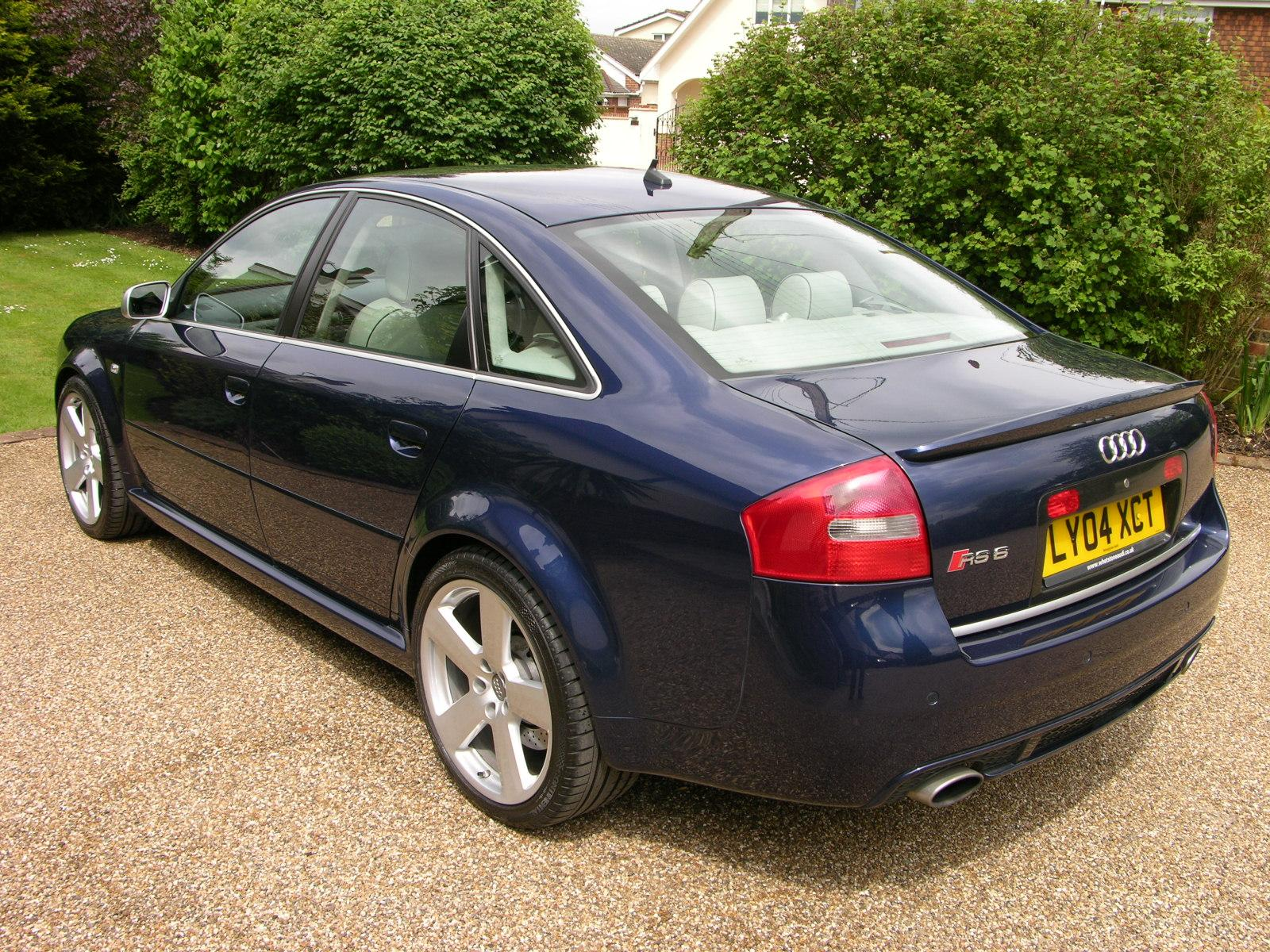
Audi RS6
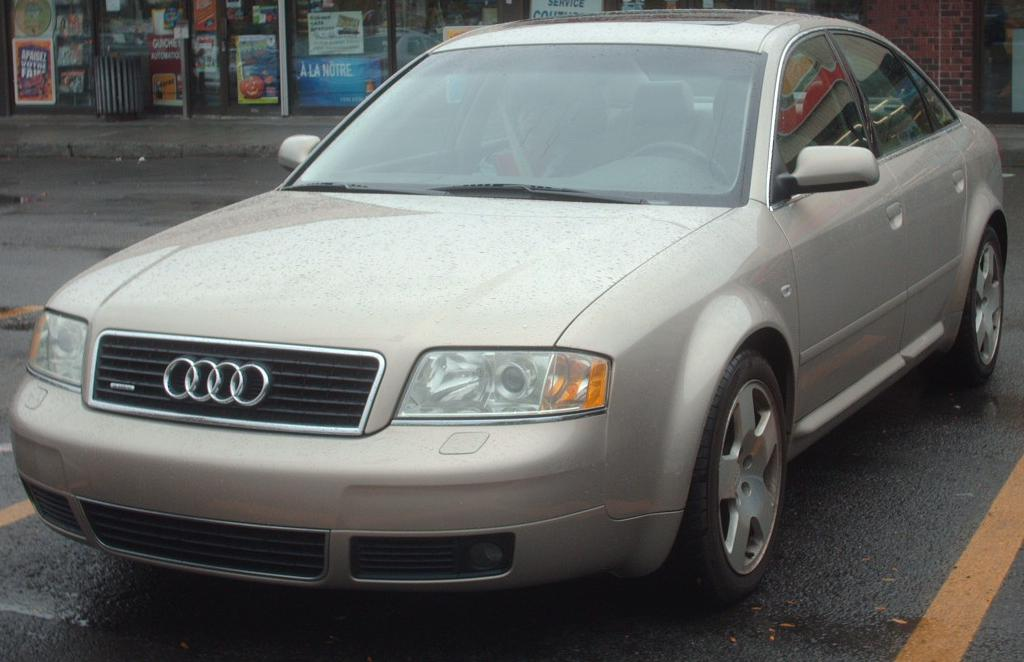
Audi A6 USA
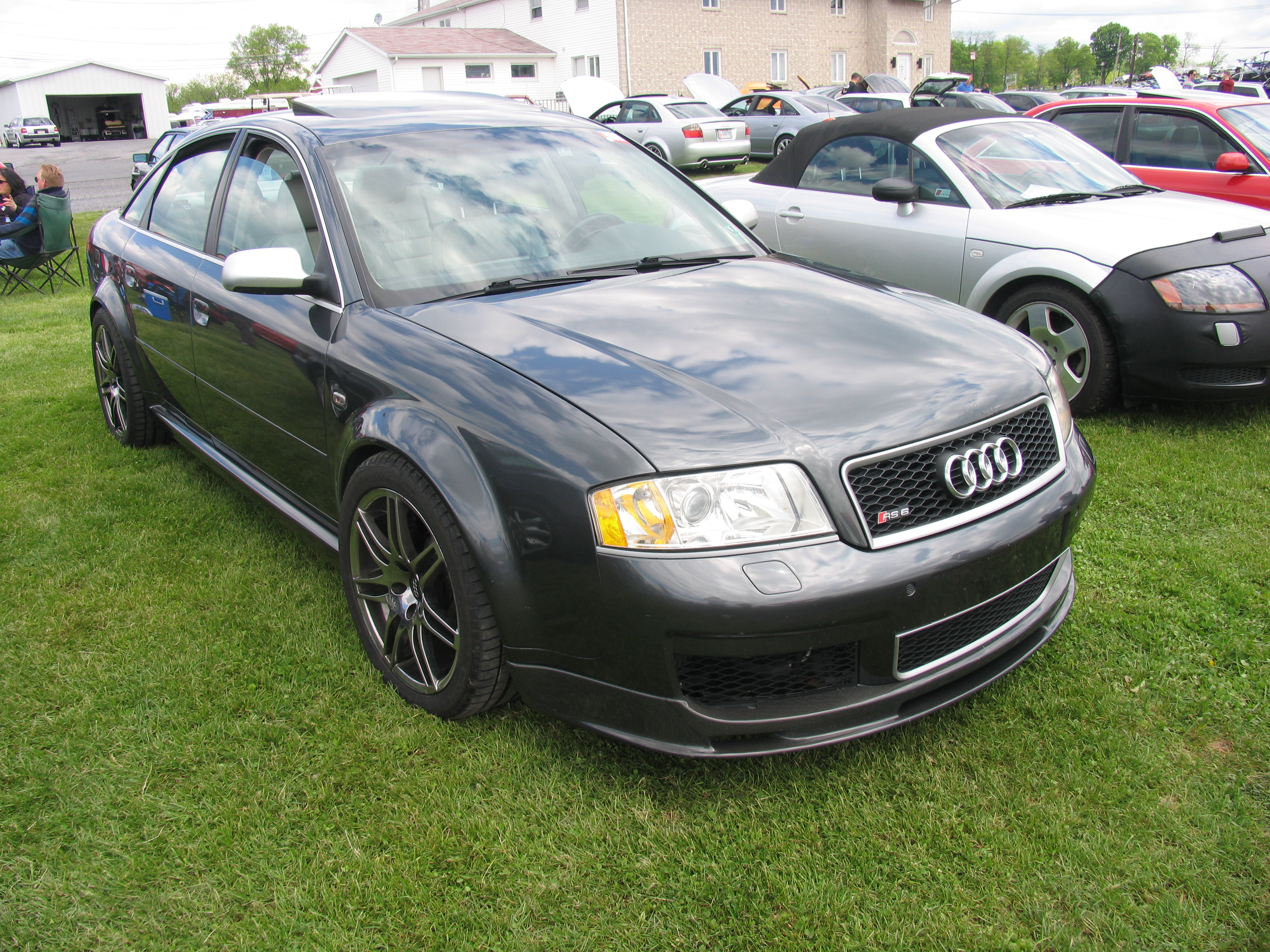
Audi RS6 USA
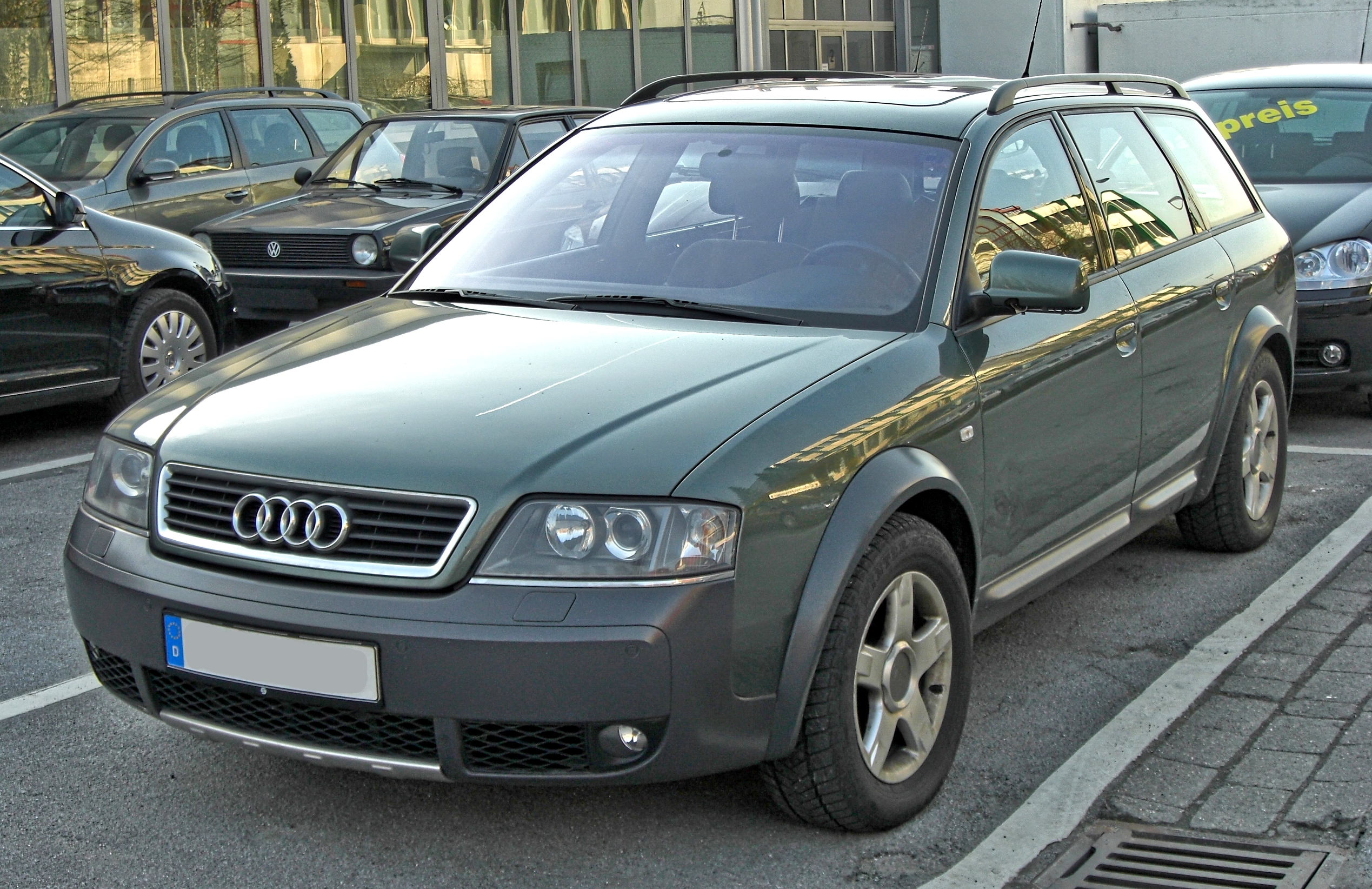
Audi allroad quattro
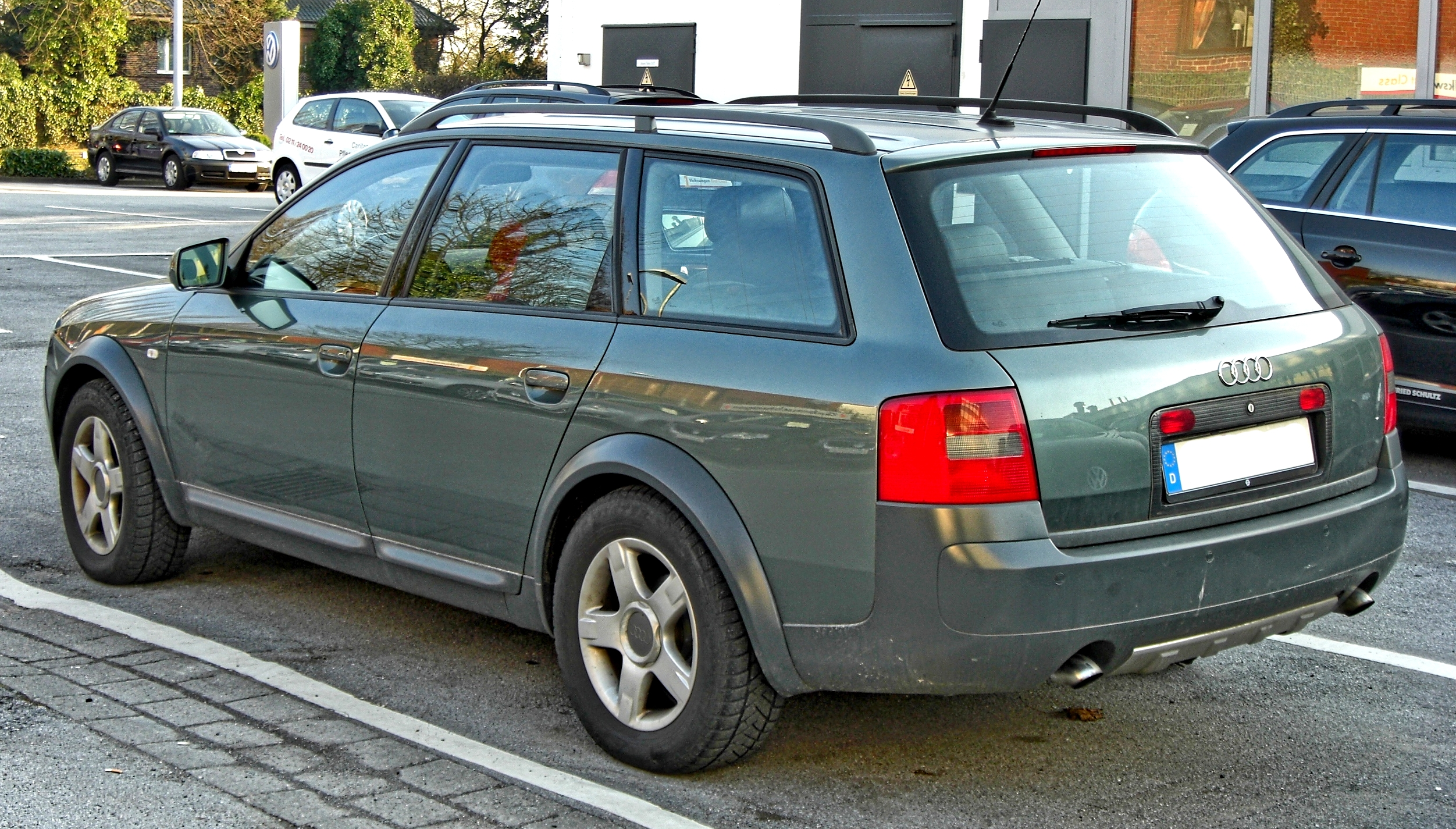
Audi allroad quattro

### V8- und Turbo-Modelle
Im April 1999 wurde der A6 C5 erstmals mit einem V8-Motor angeboten. Da der S6 C4 mit dem 4,2-Liter-Aggregat nur bis Oktober 1997 produziert wurde, war für den Zeitraum bis zur Markteinführung des A6 C5 4.2 kein V8-Motor für die obere Mittelklasse von Audi verfügbar. Eine Besonderheit dieses Modells war die geänderte Karosserie, die später die Basis für den S6 und den RS6 bildete. Um die Leistungsfähigkeit des Modells zu betonen, hat man den A6 4.2 mit einem geänderten „Gesicht“ versehen. Hierbei wurde erstmals der Lufteinlass unterhalb des Front-Stoßfängers durch eine Chromrahmung in das Design integriert, was später nach und nach bei allen Audi-Modellen zum „Singleframe-Kühlergrill“ führte.
Audi gab vorab im Februar 1999 ein Datenblatt heraus, das einen weiteren V8-Motor aufführte. Es handelte sich hierbei um das 3,7-Liter-Aggregat mit 191 kW, das vom Audi A8 D2 stammt. Von diesem Fahrzeug gab es – wenn überhaupt – nur eine äußerst geringe Stückzahl, und es ist nicht bekannt, ob der Wagen tatsächlich in Serie für den deutschen Markt produziert und angeboten wurde. Besonderheit laut Datenblatt ist ein verfügbarer Frontantrieb. Aufgrund des gegenüber dem Vorgänger- und dem Nachfolgermodell anders gestalteten, verkürzten Vorderwagens, passten die von den Vorgängerbaureihen C2, C3 und C4 bekannten Reihenfünfzylindermotoren nicht mehr in den Motorraum. Damit wurde im Audi A6 C5 erstmals auch kein Turbomotor mit fünf Zylindern mehr angeboten. Stattdessen gab es einen V6-Turbo-Ottomotor mit 2,7 Liter Hubraum. Dieser Motor konnte mit Front- und Allradantrieb („Quattro“) kombiniert werden.

### Modellpflege
Im Mai 2001 erfolgte eine Modellpflege. Neben Änderungen an der Motorpalette und dem Fahrwerk wurden Geräuschdämmung und Karosseriesteifigkeit verbessert. Des Weiteren wurde das Design leicht überarbeitet.
Die wichtigsten Veränderungen waren
außen:
- geändertes Design der Front- & Heckschürze, nun vollständig in Wagenfarbe lackiert
- überarbeiteter Kühlergrill mit geänderter Einfassung in Motorhaube & erweiterter Aluminium-Einfassung in Frontschürze (Doppelkühlergrill) für alle Motorvarianten
- Außenspiegel auf Beifahrerseite gleich groß wie auf Fahrerseite
- sichtbare verchromte Auspuffendrohre
- Seitenblinker in Klarglas
- Rückfahrscheinwerfer der Heckleuchten in Klarglas
- optionale Xenon-Frontscheinwerfer nun mit 3"-Linsen, Bi-Xenonlicht & dynamischer statt statischer Leuchtweitenregulierung
- Kennzeichenrahmen in der Kofferraum-Klappe in schwarz glänzend
- etwas größer dimensionierte Seitenschutzleisten
- kompakte „Haifischflossen“-Antenne hinten auf Dach statt vorheriger Stab-Antenne mit zusätzlicher optionaler GPS-Antenne mittig auf Kofferraum-Klappe
- verbessertes Scheibenwischer-Gestänge
- neue sportlichere Alufelgen-Designs & Rad-Reifen-Kombinationen
- Scheinwerferreinigungsanlage (optional), sowie Sensoren für Acoustic-Parking-System (optional) unauffälliger in Front - bzw. Heckschürze integriert

im Innenraum:
- geändertes Kombiinstrument mit Aluminium-Umrandung, von rot auf weiß geänderte LED-Beleuchtung & digitaler statt analoger Uhr, jetzt zusätzlich mit Datumsanzeige
- Innenausstattung mit Softlacküberzug & zusätzlichen Aluminium-Applikationen
- Bedienung Tempomat am Lenkstockschalter neu gestaltet: statt äußerer Taste nun Wippschalter für RES (resume) & SET sowie Geschwindigkeitsanpassung
- Lenkrad & Drehlichtschalter neu gestaltet

technisch:
- Fahrwerk: neue straffere Feder-Dämpfer-Abstimmung
- neuer größerer Tandem-Bremskraftverstärker mit verbesserter Dosierbarkeit des Bremsdrucks, sowie verbesserte Bremsen
- ESP neuerer Generation mit integriertem Notbremsassistenten
- Erweiterung des CAN-Bus mit mehr Steuergeräten, neben Antriebs-CAN nun auch Komfort-CAN & Infotainment-CAN
- erweiterte Motorenpalette mit Verbesserungen der Leistungs- & Abgaswerte
- 5-Gang-Tiptronic verfügt über zusätzliches sportliches Schaltprogramm (Stufe S)
- Radio & Navigationssystem neuerer Generation mit dynamischer Zielführung
- neue Zusatzausstattungen, z. B.: Diebstahlwarnanlage mit Abschleppschutz; 17"-Sportfahrwerk; digitales Fahrtenbuch Audi Logbook

Ab Mitte 2002 bot Audi die besonders sportliche Version RS6 auf Basis des C5 an.
Im April 2004 wurde die A6 C5 Limousine durch einen völlig neu entwickelten Nachfolger abgelöst. Der Avant-Nachfolger erschien im März 2005.

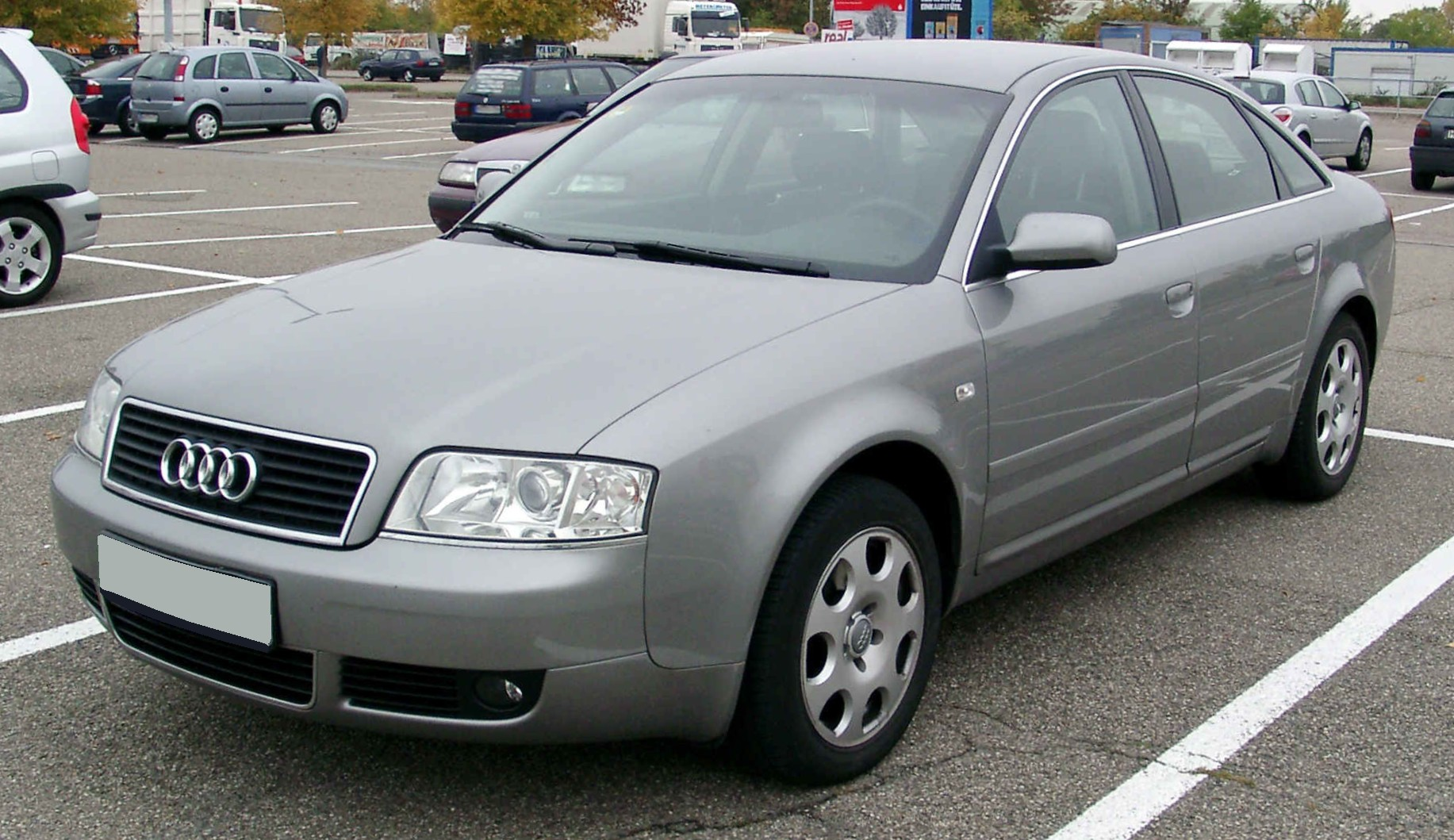
Audi A6 Limousine (2001–2004)
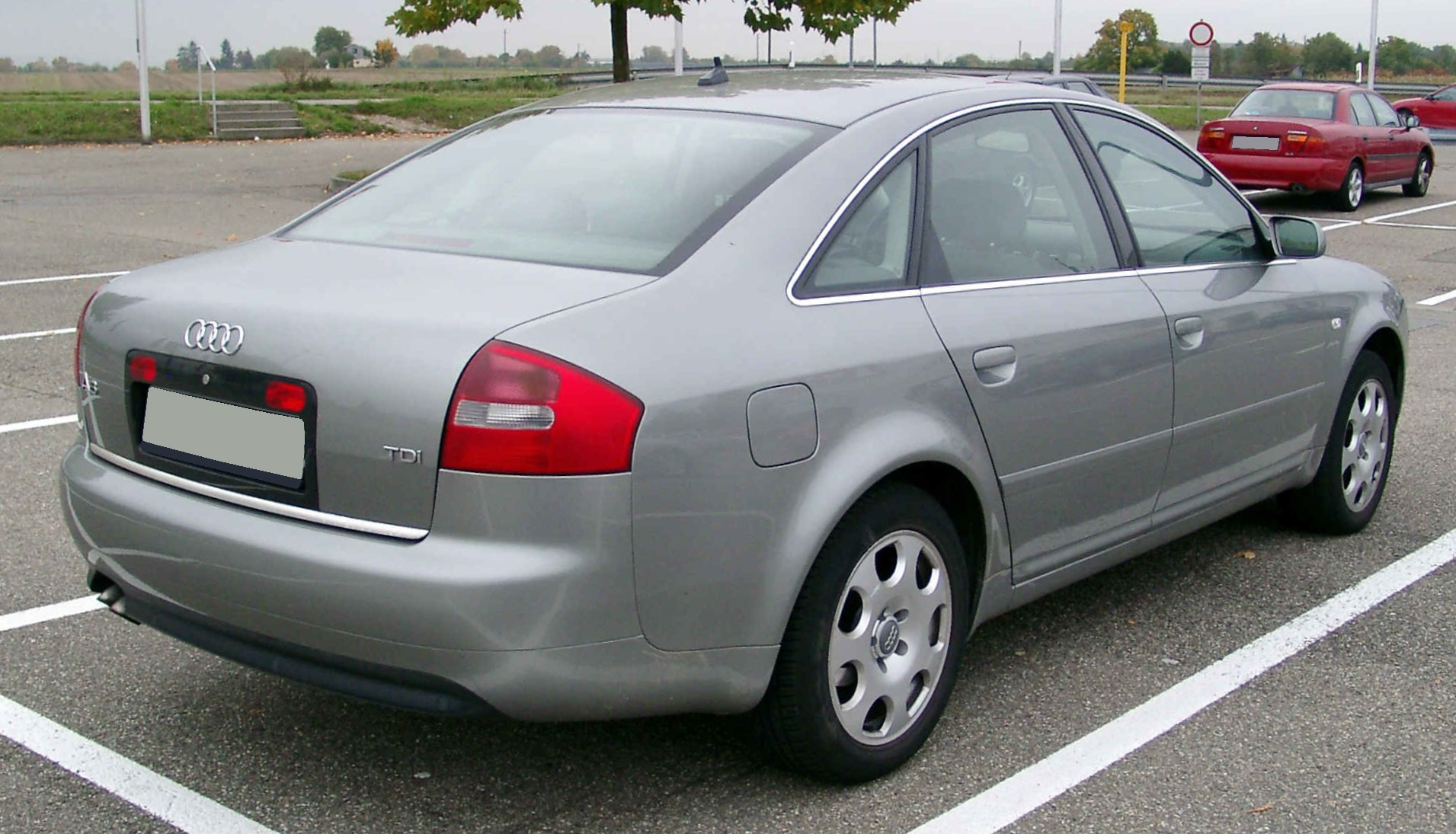
Heckansicht
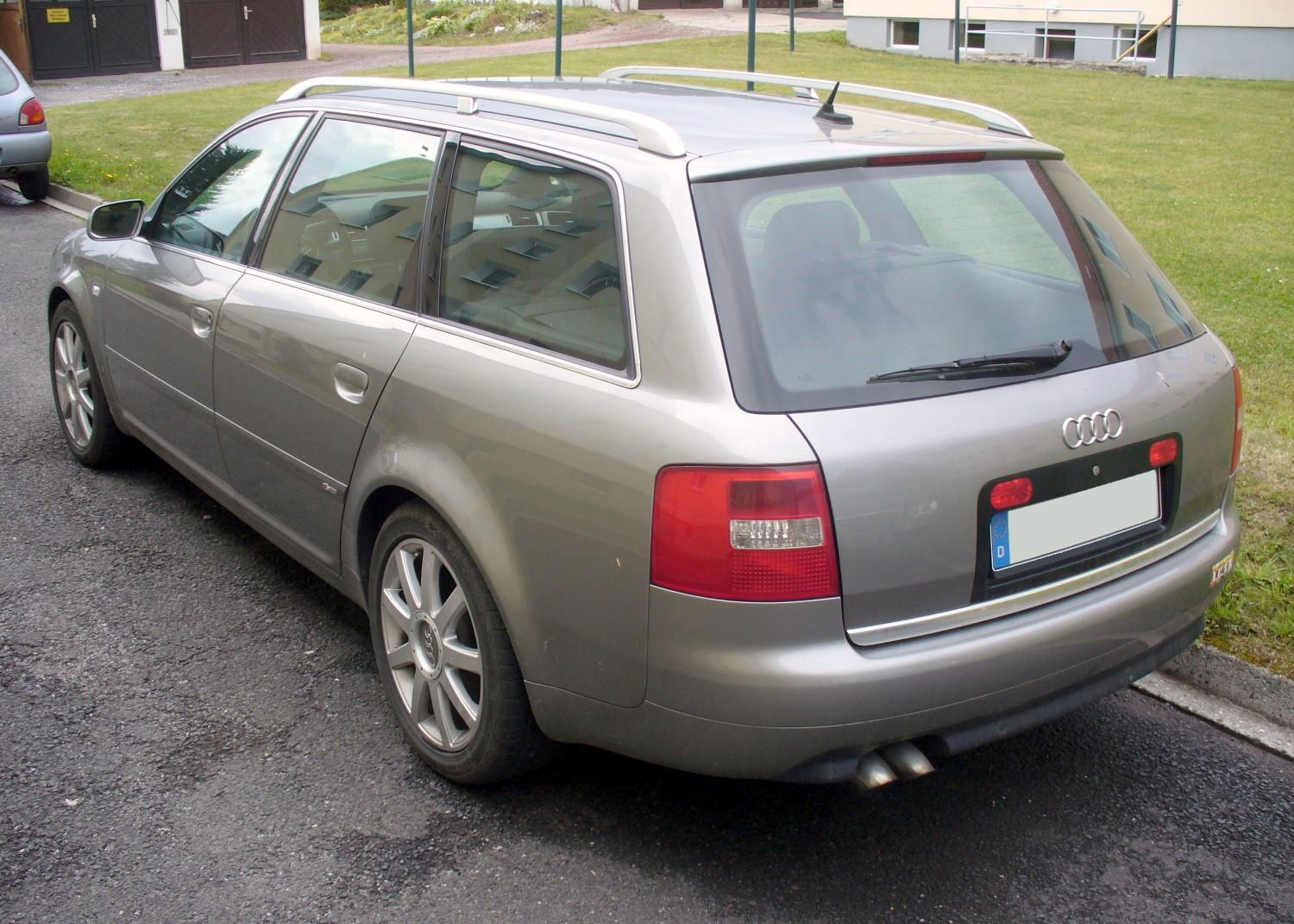
Audi A6 Avant (2001–2005)
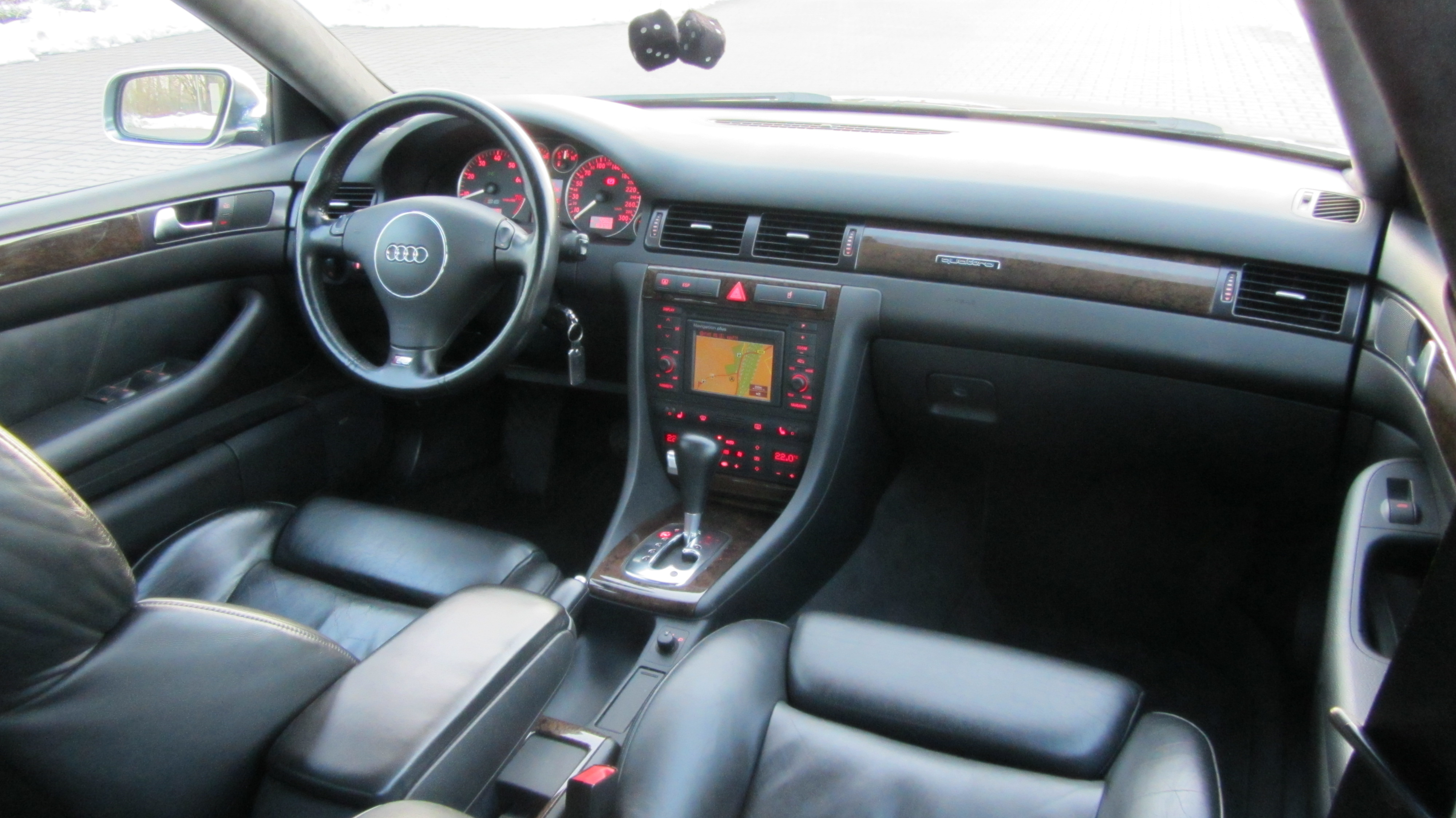
Audi S6 Interieur

## Motoren

### 1997 bis 2001
| Modell                | Motorart    | Zylinder / Ventile | Hubraum in cm³ | max. Leistung                      | max. Drehmoment            | Motorkennbuchstaben     | Beschleunigung, 0–100 km/h | Höchstgeschwindigkeit, vmax | Bauzeitraum     |
| --------------------- | ----------- | ------------------ | -------------- | ---------------------------------- | -------------------------- | ----------------------- | -------------------------- | --------------------------- | --------------- |
| 1.8                   | Ottomotor   | 4/20               | 1781           | 92 kW (125 PS) (1) bei 5800 min−1  | 168 Nm bei 3500 min−1      | AJP, AQE, ARH           | 11,3 s                     | 203 km/h                    | 12/1997–04/2001 |
| 1.8 T (2)             | Ottomotor   | 4/20               | 1781           | 110 kW (150 PS) bei 5700 min−1     | 210 Nm bei 1750–4600 min−1 | AEB, APU, ANB, AWT, ARK | 9,4 s                      | 217 km/h                    | 04/1997–05/2001 |
| 1.8 T (2) (3)         | Ottomotor   | 4/20               | 1781           | 132 kW (180 PS) bei 6000 min−1     | 235 Nm bei 2000–4600 min−1 | AJL                     |                            |                             | 11/1997–10/2000 |
| 2.4 (4)               | Ottomotor   | 6/30               | 2393           | 100 kW (136 PS) bei 5750 min−1     | 230 Nm bei 3200 min−1      | ALW, ARN, ASM           |                            |                             | 08/1997–05/2001 |
| 2.4 (2) (3)           | Ottomotor   | 6/30               | 2393           | 120 kW (163 PS) bei 6000 min−1     | 230 Nm bei 3200 min−1      | APZ, AMM, AJG           | 9,1 s                      | 222 km/h                    | 11/1998–05/2001 |
| 2.4 (2)               | Ottomotor   | 6/30               | 2393           | 121 kW (165 PS) (5) bei 6000 min−1 | 230 Nm bei 3200 min−1      | AGA, APS, AML, ALF, ARJ | 9,1 s                      | 222 km/h                    | 04/1997–05/2001 |
| 2.7 T (2) (6)         | Ottomotor   | 6/30               | 2671           | 169 kW (230 PS) bei 5800 min−1     | 310 Nm bei 1700–4600 min−1 | AJK, AZA                | 7,3 s                      | 245 km/h (240 km/h)         | 02/1999–05/2001 |
| 2.7 T (6) (7) (9)     | Ottomotor   | 6/30               | 2671           | 184 kW (250 PS) bei 5800 min−1     | 350 Nm bei 1800–4500 min−1 | ARE                     | 6,8 s                      | 248 km/h                    | 05/2000–05/2001 |
| 2.8 (2)               | Ottomotor   | 6/30               | 2771           | 142 kW (193 PS) bei 6000 min−1     | 280 Nm bei 3200 min−1      | ACK, APR, AMX, AQD, ALG | 8,1 s                      | 236 km/h                    | 04/1997–05/2001 |
| 4.2 (7) (9)           | Ottomotor   | 8/40               | 4172           | 220 kW (299 PS) bei 6200 min−1     | 400 Nm bei 3000–4000 min−1 | ARS, ASG                | 6,9 s                      | 250 km/h                    | 04/1999–05/2001 |
| S6 (7)                | Ottomotor   | 8/40               | 4172           | 250 kW (340 PS) bei 7000 min−1     | 420 Nm bei 3400 min−1      | AQJ, ANK                | 5,7 s                      | 250 km/h                    | 09/1999–05/2001 |
| 1.9 TDI (VEP)         | Dieselmotor | 4/8                | 1896           | 81 kW (110 PS) bei 4150 min−1      | 235 Nm bei 1900 min−1      | AFN, AVG                | 12,3 s                     | 194 km/h                    | 04/1997–04/2001 |
| 1.9 TDI (PD)          | Dieselmotor | 4/8                | 1896           | 85 kW (115 PS) bei 4000 min−1      | 285 Nm bei 1900 min−1      | AJM                     | 11,6 s                     | 196 km/h                    | 01/1998–04/2001 |
| 2.5 TDI (VEP) (2)     | Dieselmotor | 6/24               | 2496           | 110 kW (150 PS) bei 4000 min−1     | 310 Nm bei 1500–3200 min−1 | AFB, AKN                | 9,7 s                      | 218 km/h                    | 04/1997–05/2001 |
| 2.5 TDI (VEP) (2) (9) | Dieselmotor | 6/24               | 2496           | 132 kW (180 PS) bei 4000 min−1     | 370 Nm bei 1500–2500 min−1 | AKE                     | 8,9 s                      | 221 km/h                    | 11/1999–05/2001 |

### 2001 bis 2005
| Modell                | Motorart    | Zylinder / Ventile | Hubraum in cm³ | max. Leistung                       | max. Drehmoment            | Motorkennbuchstaben | Beschleunigung, 0–100 km/h | Höchstgeschwindigkeit, vmax | Bauzeitraum     |
| --------------------- | ----------- | ------------------ | -------------- | ----------------------------------- | -------------------------- | ------------------- | -------------------------- | --------------------------- | --------------- |
| 1.8 T (1)             | Ottomotor   | 4/20               | 1781           | 110 kW (150 PS) bei 5700 min−1      | 210 Nm bei 1750–4600 min−1 | AWT                 | 9,4 s                      | 217 km/h                    | 06/2001–01/2005 |
| 2.0                   | Ottomotor   | 4/20               | 1984           | 96 kW (130 PS) bei 5700 min−1       | 195 Nm bei 3300 min−1      | ALT                 | 10,5 s                     | 205 km/h                    | 06/2001–01/2005 |
| 2.4 (2)               | Ottomotor   | 6/30               | 2393           | 100 kW (136 PS) bei 5750 min−1      | 230 Nm bei 3200 min−1      | ASM                 |                            |                             | 06/2001–01/2005 |
| 2.4 (1)               | Ottomotor   | 6/30               | 2393           | 125 kW (170 PS) bei 6000 min−1      | 230 Nm bei 3200 min−1      | BDV                 | 9,3 s                      | 224 km/h                    | 06/2001–01/2005 |
| 2.7 T (1) (3) (4) (5) | Ottomotor   | 6/30               | 2671           | 184 kW (250 PS) bei 5800 min−1      | 350 Nm bei 1800–4500 min−1 | ARE, BES            | 6,8 s                      | 248 km/h                    | 06/2001–01/2005 |
| 3.0 (1)               | Ottomotor   | 6/30               | 2976           | 162 kW (220 PS) bei 6300 min−1      | 300 Nm bei 3200 min−1      | ASN                 | 7,5 s                      | 243 km/h                    | 06/2001–01/2005 |
| 4.2 (5)               | Ottomotor   | 8/40               | 4172           | 220 kW (300 PS) bei 6200 min−1      | 400 Nm bei 3000–4000 min−1 | ARS, ASG, BAS       | 6,9 s                      | 250 km/h                    | 06/2001–01/2005 |
| S6 (5)                | Ottomotor   | 8/40               | 4172           | 250 kW (340 PS) bei 7000 min−1      | 420 Nm bei 3400 min−1      | ANK                 | 5,7 s                      | 250 km/h                    | 06/2001–01/2005 |
| RS6 (4) (5)           | Ottomotor   | 8/40               | 4172           | 331 kW (450 PS) bei 5700–6400 min−1 | 560 Nm bei 1950–5500 min−1 | BCY                 | 4,7 s                      | 250 km/h                    | 07/2002–09/2004 |
| RS6 plus (4) (5)      | Ottomotor   | 8/40               | 4172           | 353 kW (480 PS) bei 6000–6400 min−1 | 560 Nm bei 1950–6000 min−1 | BRV                 | 4,5 s                      | 280 km/h                    | 04/2004–09/2004 |
| 1.9 TDI (PD) (6)      | Dieselmotor | 4/8                | 1896           | 96 kW (130 PS) bei 4000 min−1       | 285 Nm bei 1750–2500 min−1 | AWX                 | 10,5 s                     | 203 km/h                    | 06/2001–01/2005 |
| 1.9 TDI (PD) (7)      | Dieselmotor | 4/8                | 1896           | 96 kW (130 PS) bei 4000 min−1       | 310 Nm bei 1900 min−1      | AVF                 | 10,5 s                     | 203 km/h                    | 06/2001–01/2005 |
| 2.5 TDI (VEP)         | Dieselmotor | 6/24               | 2496           | 114 kW (155 PS) bei 4000 min−1      | 310 Nm bei 1400–3500 min−1 | AYM                 | 9,7 s                      | 219 km/h                    | 06/2001–06/2002 |
| 2.5 TDI (VEP) (3)     | Dieselmotor | 6/24               | 2496           | 120 kW (163 PS) bei 4000 min−1      | 310 Nm bei 1400–3600 min−1 | BFC, BCZ, BDG       | 9,3 s                      | 222 km/h                    | 07/2002–11/2004 |
| 2.5 TDI (VEP) (1) (3) | Dieselmotor | 6/24               | 2496           | 132 kW (180 PS) bei 4000 min−1      | 370 Nm bei 1500–2500 min−1 | AKE, BDH, BAU       | 8,9 s                      | 223 km/h                    | 06/2001–08/2005 |